# Иоганн Кеплер (грузовой космический корабль)
«Иоганн Кеплер» — европейский автоматический грузовой космический корабль, названный в честь немецкого астронома Иоганна Кеплера. Это второй корабль из серии ATV, первым кораблём был «Жюль Верн». Строительство аппарата шло в Бремене, Германия.
Корабль был запущен на ракете-носителе Ariane-5ES из Гвианского космического центра на Куру 17 февраля 2011 года, в рамках миссии к Международной космической станции (МКС) с грузом из воды, воздуха, топлива и другим. Запуск был произведён на сутки позже из-за программного сбоя.
24 февраля в 15:59 UTC корабль пристыковался к кормовому стыковочному узлу модуля «Звезда». Стыковка шла автоматически под контролем космонавта Александра Калери на борту МКС и ЦУПов в России (Королёв) и Европе (Тулуза).
Грузовик отстыковался от причала служебного модуля «Звезда» 20 июня, на следующий день в 17:07:59 UTC был выдан первый тормозной импульс, приблизительно через четыре часа был выдан второй импульс после чего «Иоганн Кеплер» сошёл с орбиты и вскоре завершил свой полёт.

## Полезная нагрузка
Источник: НАСА
| Груз                                                        | Масса   |
| Топливо для коррекции орбиты / положения в пространстве МКС | 4534 кг |
| Топливо для дозаправки станции                              | 850 кг  |
| Кислород                                                    | 100 кг  |
| Вода                                                        | 0 кг    |
| Сухой груз (пища, одежда, оборудование)                     | 1600 кг |
| Всего:                                                      | 7084 кг |

## Фотографии

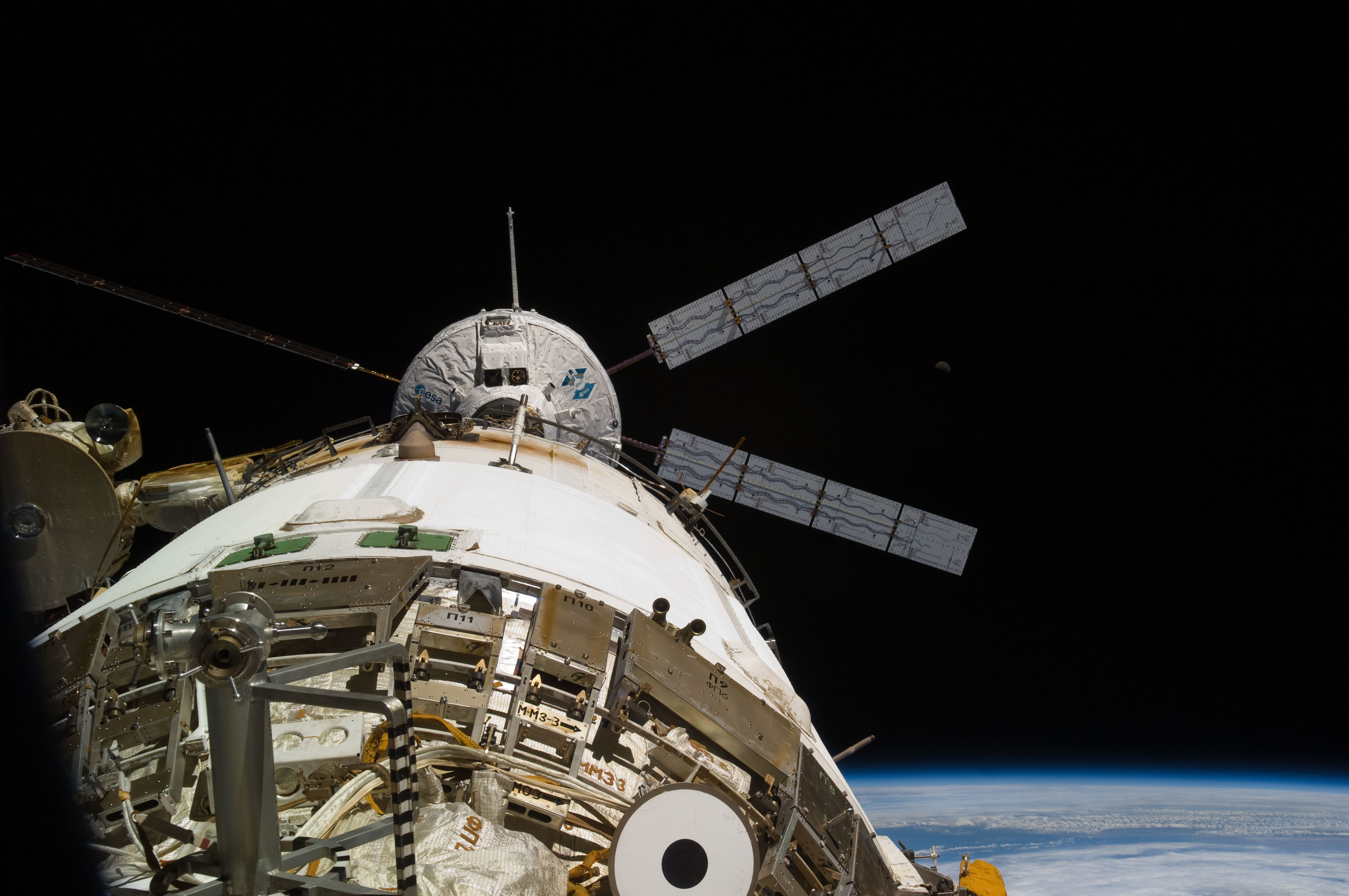
Стыковка ATV «Иоганн Кеплер» с модулем «Звезда».
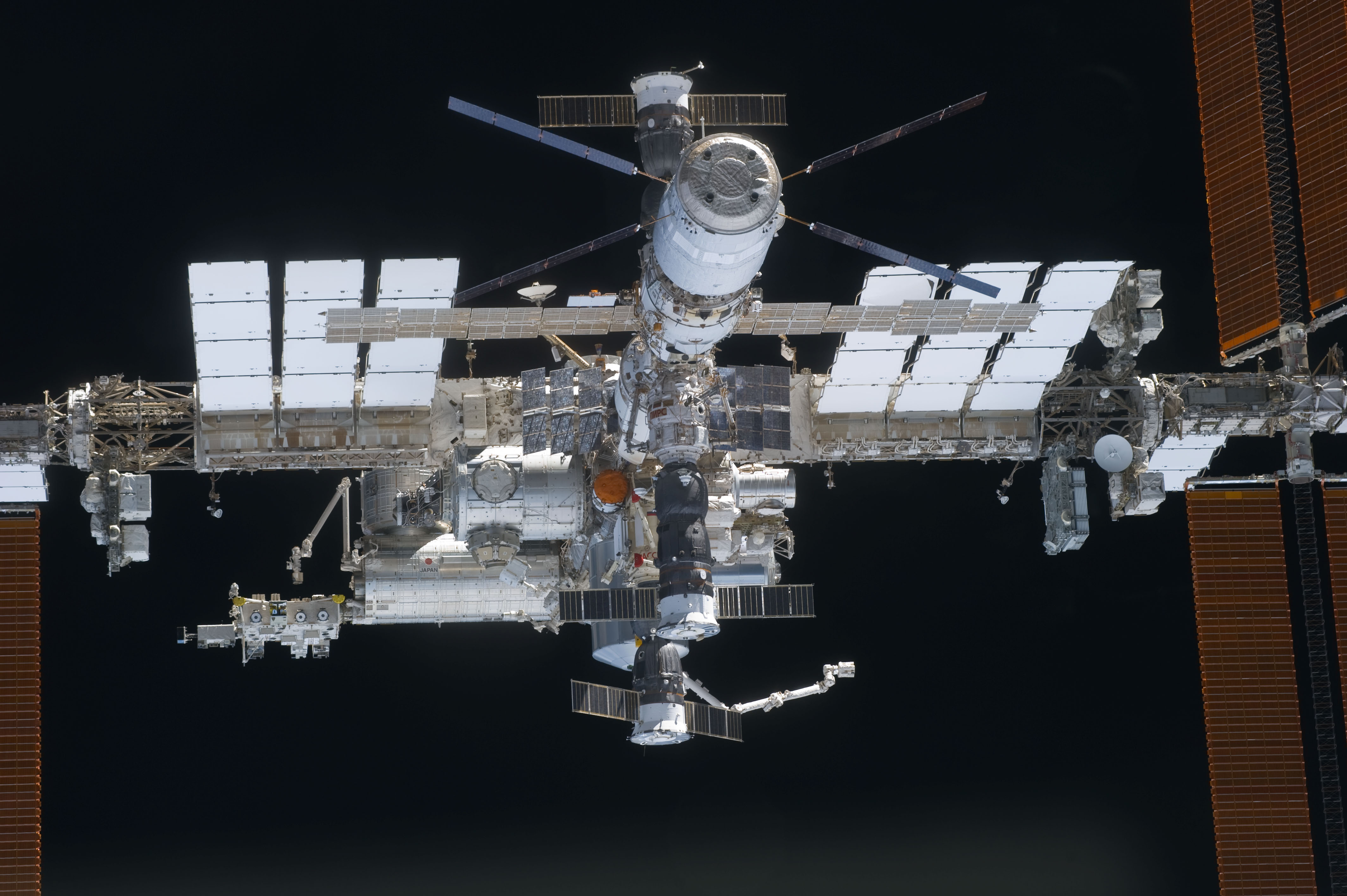
«Иоганн Кеплер» в составе МКС.
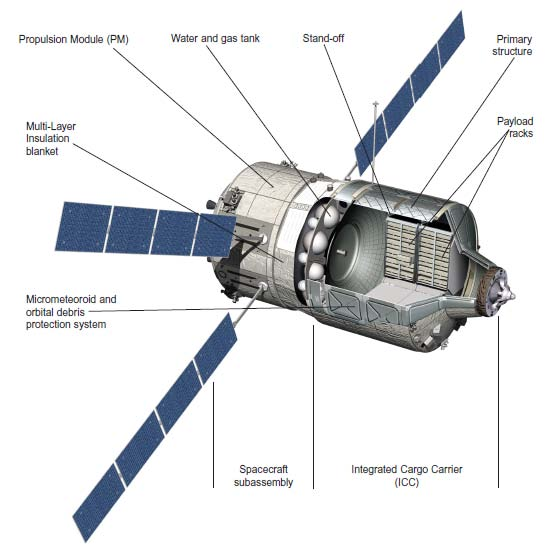
Диаграмма ATV-2.